# Cyclamen persicum
Cyclamen persicum es una especie de planta perteneciente a la familia de las Primuláceas.

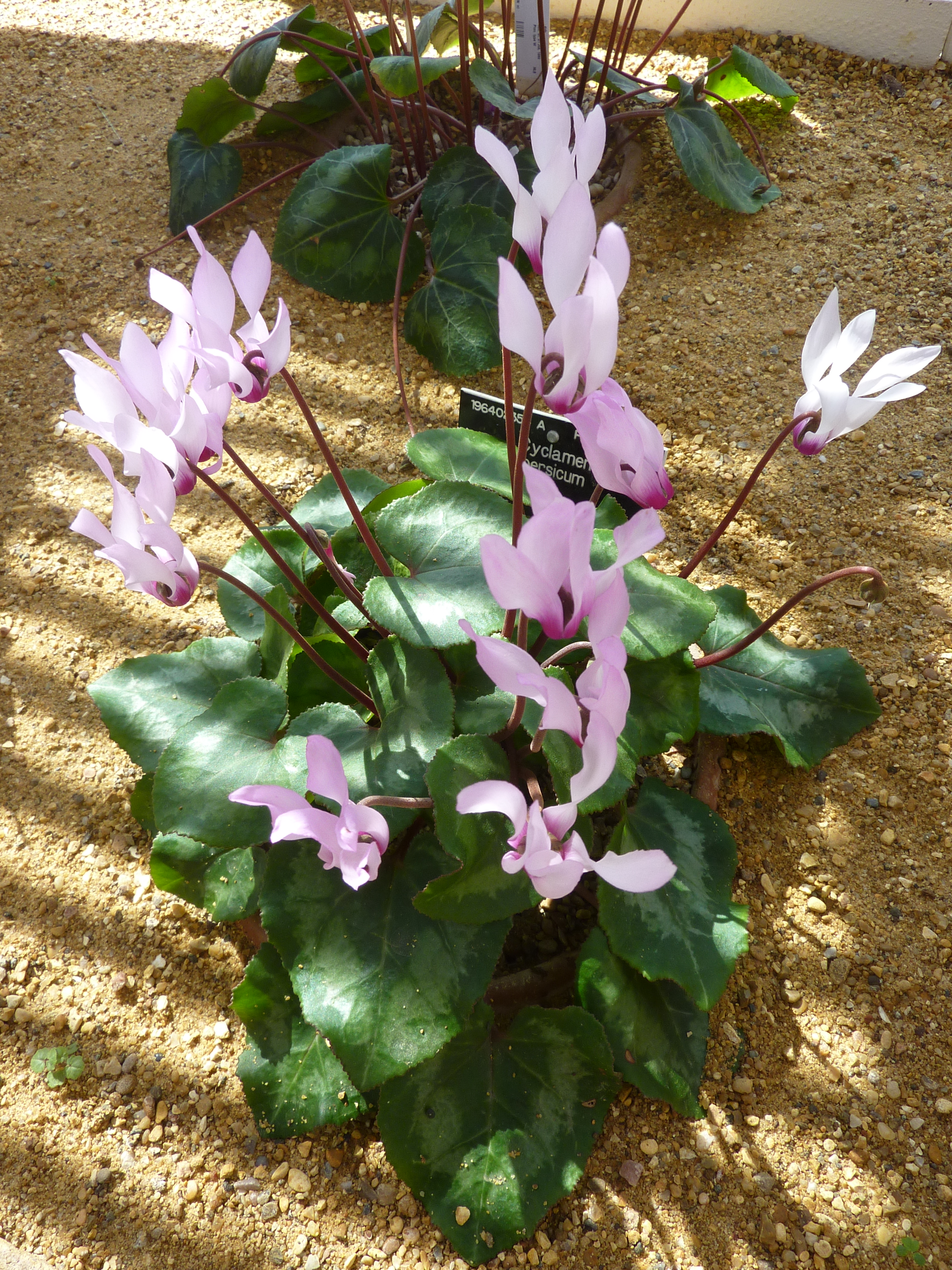
Vista de la planta

## Descripción
Es una pequeña planta vivaz con raíz bulbosa y flores vistosas y olorosas. 
Cyclamen persicum tiene flores fragantes y delgadas de color blanco o rosa pálido con rosa oscuro en la base, florecen en primavera.
Cyclamen persicum var. autumnalis Grey-Wilson, es una variedad descubierta en la zona de Hebrón, florecen en el otoño.
Cyclamen persicum f. albidum, sus flores son de color blanco puro.
Cyclamen persicum f. roseum, tiene las flores rosadas y color oscuro uniforme.
Cyclamen persicum f. puniceum, tiene las flores de color rojo.

## Distribución
A pesar de su nombre específico Cyclamen persicum no es una especie originaria de Irán, sino del oeste de Asia Menor, desde el sur al oeste de Turquía (provincia de Hatay) hasta Jordania.
Su presencia en las islas griegas de Rodas, Karpatos y Creta, y el Norte de África (Argelia y Túnez) parece ser el resultado de la introducción de los monjes y otros religiosos, ya que allí las establecían cerca de los monasterios o en los cementerios.
Cyclamen persicum fue introducido en España en los años 40 por un jardinero austríaco que se asentó en Madrid, D. Rudolf Klobuznik, y que consiguió mediante mezcla de variedades que soportara y se adaptara a las inclemencias de la climatología de la península ibérica.

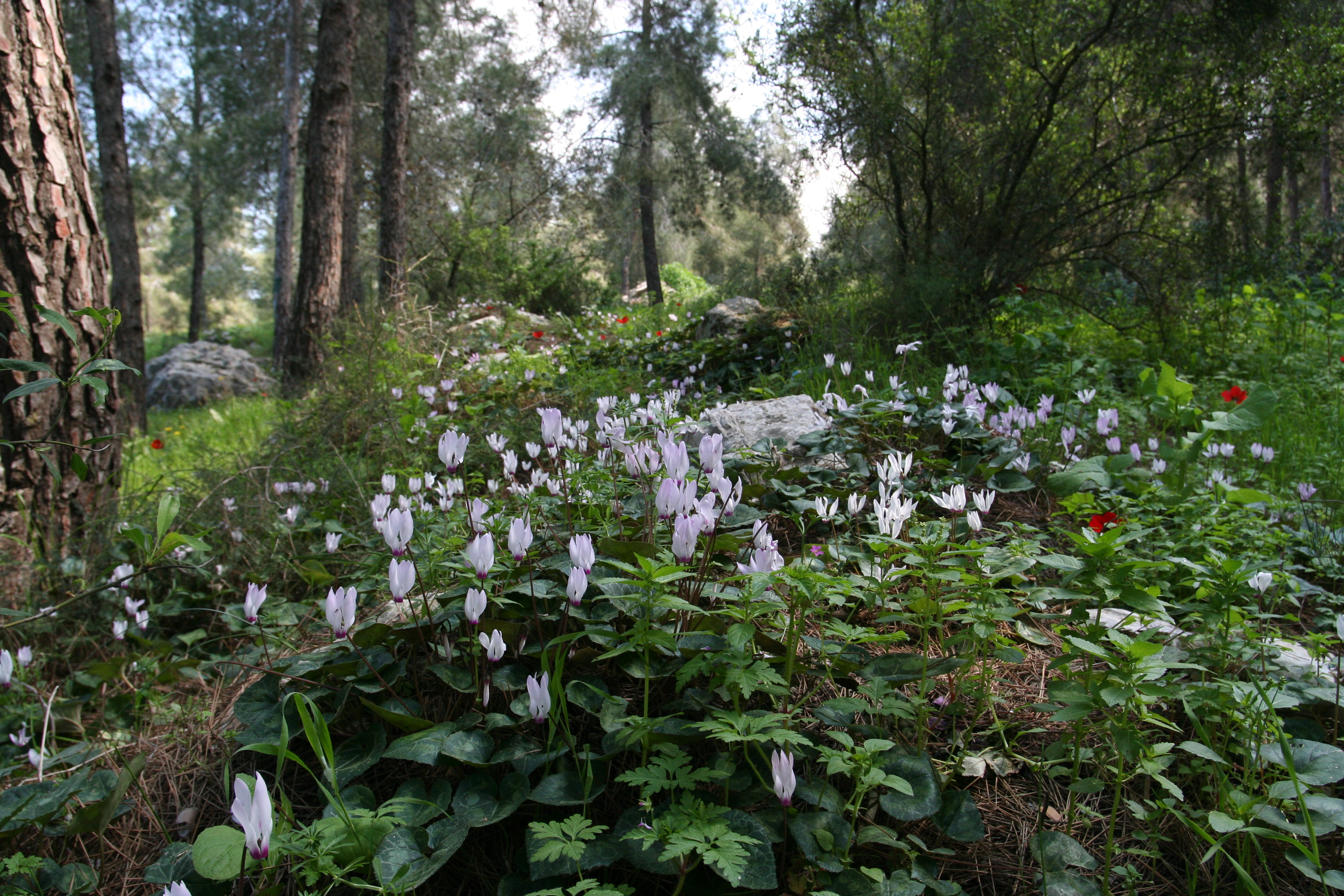
Cyclamen persicum.

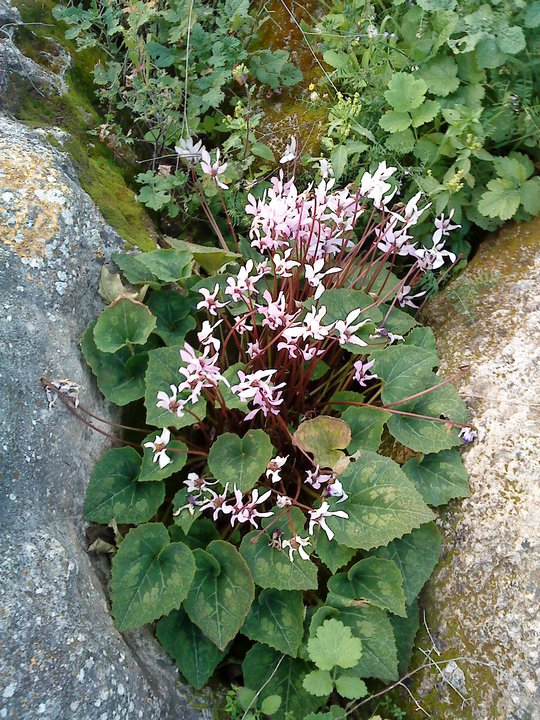
En su hábitat

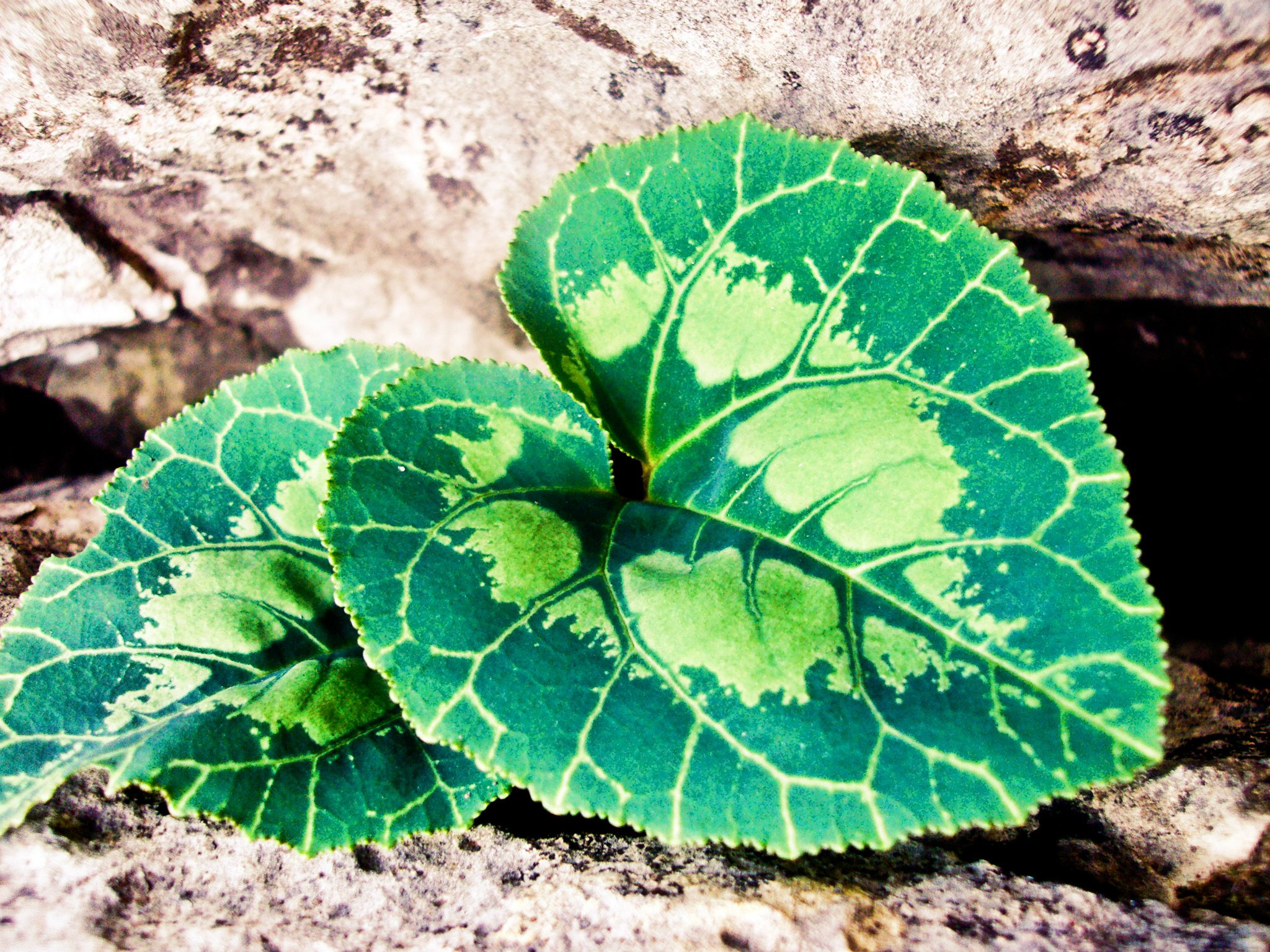
Detalle de la hoja

## Cultivo
Con la excepción de algunos clones de los Altos del Golán, que pueden ser cultivadas en el suelo en las regiones de clima templado, Cyclamen persicum debe cultivarse en un invernadero frío.
Algunos cultivares tienen atractivas hojas moteadas o plateadas con un patrón de "árbol de Navidad".

## Taxonomía
Cyclamen persicum fue descrita por Philip Miller y publicado en The Gardeners Dictionary: . . . eighth edition no. 3. 1768.
Etimología
Ver: Cyclamen
persicum: epíteto geográfico que alude a su localización en  Persia. A pesar de su nombre específico Cyclamen persicum no es una especie originaria de Irán, sino del oeste de Asia Menor, desde el sur al oeste de Turquía (provincia de Hatay) hasta Jordania.
Sinonimia
- Cyclamen albidum Jord.
- Cyclamen aleppicum Fisch. ex Hoffmanns.
- Cyclamen antiochium Decne.
- Cyclamen hederaceum Sieber ex Steud.
- Cyclamen latifolium Sm.
- Cyclamen persicum f. albidum (Jord.) Grey-Wilson
- Cyclamen punicum Pomel
- Cyclamen pyrolifolium Salisb.
- Cyclamen tunetanum Jord.
- Cyclamen utopicum Hoffmanns.
- Cyclamen vernale Mill.
- Cyclaminus persica (Mill.) Asch.[3]

## Nombres comunes
- Castellano: violeta de los alpes / violeta imperial